# Staffan Åkerberg
Jan Staffan Åkerberg, född 24 april 1922 i Malmö, död 3 januari 2004 i Limhamns församling, Malmö, var en svensk kapellmästare och pianist.
Hans far Herman Åkerberg var organist i Burlöv fram till 1922 och sedan organist i Caroli kyrka i Malmö. Hans mor Olga Åkerberg (född Andersson) var sångerska. Systern Ortrud, gift Mann, blev Sveriges första kvinnliga dirigent.
Staffan Åkerberg inledde som 15-åring sin bana som yrkesmusiker. Sin musikaliska grundutbildning fick han av sin far. Han hade på 1940-talet en egen radioorkester och var medarbetare på Malmöradion som musiker som kompositör, arrangör, solist och ackompanjatör. Senare stod han med sin orkester för musiken i TV-produktioner som Bialitt och Söndag vid sundet.
Han behärskade såväl den klassiska musiken som jazzen och populärmusiken och blev ofta engagerad till olika evenemang i Malmö och Skåne som fester och studentbaler i Malmö och Lund. Han var pianist i Harry Arnolds orkester på amiralen i Malmö och spelade som solist eller i liten grupp på caféer och restauranger i Malmö som Residens och Gyllene tuppen. Han stod för musiken i ett flertal teateruppsättningar på Intiman och Nyan i Malmö på 1960-70 talen, bland annat. Åh vilken härlig fred på Nyan 1966–1977 och Linje Lusta på Intiman 1974–1975. Han hade även engagemang i Tyskland på 1950-talet bland annat på Eis–Revue i Köln.
Åkerberg medverkade i ett stort antal skivinspelningar med Gunnar "Siljabloo" Nilsson, Östen Warnebring, Cilla Ingvar med flera. Han var även konstnär och målade i olja. Staffan Åkerberg är begravd på Burlövs gamla kyrkogård.